# ユラユラ/ギミギミ♥
「ユラユラ／ギミギミ♥」は、BENIの16枚目のシングル。ユニバーサルミュージック移籍後8作目のシングルである。

## 概要
前作から約2か月ぶりとなるシングル作品。アルバム『Lovebox』の先行シングルである。

## 収録曲
1. ユラユラ
  - 作詞：BENI／作曲・編曲：Daisuke "D.I" Imai
2. ギミギミ♥
  - 作詞：Shoko Fujibayashi／作曲・編曲：Daisuke "D.I" Imai
3. bye bye DJ HASEBE REMIX
  - 作詞：Shoko Fujibayashi／作曲・編曲：Daisuke "D.I" Imai
4. ユラユラ (Instrumental)
  - 作詞：BENI／作曲・編曲：Daisuke "D.I" Imai
5. ギミギミ♥ (Instrumental)
  - 作詞：Shoko Fujibayashi／作曲・編曲：Daisuke "D.I" Imai